# The Halcyon
The Halcyon è una serie televisiva britannica trasmessa dal 2 gennaio al 20 febbraio 2017 sul canale ITV.
In Italia, la serie è andata in onda su Rai 1 dal 4 al 25 luglio 2017.

## Trama
La serie prende il nome dall'hotel londinese a 5 stelle Halcyon, protagonista di numerose vicende, tra musica d'epoca e nottate all'insegna del divertimento, il tutto durante il 1940. Segue le vicende della famiglia Hamilton, proprietaria dell'hotel, e dello staff che lavora nella struttura, in particolare del direttore dell'albergo, Richard Garland, il quale ogni giorno deve accertarsi che tutto il servizio vada per il meglio. Altri protagonisti della serie sono Emma Garland, vicedirettrice nonché figlia di Richard, che dovrà gestire l'hotel in momenti difficili; Freddie Hamilton, primogenito della nobile famiglia inglese che si arruola volontario nella RAF nell'ambito della Battaglia d'Inghilterra del secondo conflitto mondiale; Toby Hamilton, fratello minore di Freddie e omosessuale, alle prese con i servizi segreti; Priscilla Hamilton, moglie del defunto Lord Hamilton, la quale si innamorerà di una spia nazista di origini francesi.

## Episodi
| Stagione       | Episodi | Prima TV UK | Prima TV Italia |
| -------------- | ------- | ----------- | --------------- |
| Prima stagione | 8       | 2017        | 2017            |